# Levi Colwill
Levi Lamar Samuels Colwill (Southampton, 26 de fevereiro de 2003) é um futebolista inglês que atua como zagueiro. Atualmente joga no Chelsea.

## Carreira

### Chelsea
Colwill ingressou no Chelsea na categoria sub-9,  tendo jogado anteriormente pelo time City Central da Liga de Domingo ao lado de Jamal Musiala. Ele assinou seu primeiro contrato profissional com o Chelsea em fevereiro de 2020, no seu aniversário de 17 anos.
Em 2 de agosto de 2023, Colwill assinou um novo contrato de seis anos com o Chelsea, com opção de mais um ano. Ele fez sua estreia oficial pelo Chelsea em 13 de agosto, jogando a partida completa no empate em casa do Chelsea com o Liverpool na partida de abertura da temporada 2023-24. Em 3 de dezembro, Colwill marcou seu primeiro gol pelo Chelsea na vitória por 3 a 2 sobre o Brighton na Premier League de 2023–24. Três dias depois, ele foi capitão do Chelsea pela primeira vez na derrota por 2 a 1 para o Manchester United. Durante a primeira metade da temporada, ele atuou frequentemente como lateral-esquerdo.
Em 25 de maio de 2025, Colwill marcou o gol decisivo na vitória por 1 a 0 fora de casa sobre o Nottingham Forest na última rodada da temporada, garantindo o quarto lugar do Chelsea na Premier League de 2024–25 e a qualificação para a Liga dos Campeões da UEFA de 2025–26.

#### Empréstimo ao Huddersfield Town
Em 25 de junho de 2021, Colwill se juntou ao clube da EFL Championship Huddersfield Town por empréstimo para a temporada 2021-22. Ele fez sua estreia em 1º de agosto em uma vitória por 4 a 2 nos pênaltis contra o Sheffield Wednesday na Copa da Liga Inglesa de 2021–22, e sua estreia na liga seis dias depois em um empate por 1 a 1 fora de casa com o Derby County. Em 21 de agosto, ele marcou seu primeiro gol na carreira na vitória do Huddersfield por 2 a 1 sobre o Sheffield United. Ao longo da temporada, ele sofreu com problemas no tornozelo, joelho e quadril, além de COVID-19. Em 29 de maio de 2022, Colwill marcou um gol contra quando o Huddersfield perdeu por 1 a 0 para o Nottingham Forest em Wembley na final do play-off da EFL Championship de 2022–23.

#### Empréstimo ao Brighton and Hove Albion
Em 5 de agosto de 2022, Colwill foi emprestado ao Brighton & Hove Albion, clube da Premier League, para a temporada 2022-23. Ele estreou dois dias depois contra o Manchester United, entrando como substituto nos acréscimos no lugar de Solly March na vitória do Brighton por 2 a 1. Colwill fez sua primeira partida na Premier League em uma derrota em casa por 2 a 1 contra o  Aston Villa em 13 de novembro. Ele encerrou a temporada tendo feito 13 jogos como titular na Premier League de 2022–23, quando o Brighton se classificou para a Liga Europa da UEFA pela primeira vez na história do clube. Em 1º de junho de 2023, foi relatado que o Chelsea havia rejeitado uma oferta de £ 30 milhões do Brighton por Colwill. Colwill elogiou o técnico do Brighton, Roberto De Zerbi, e disse que seu próprio jogo ainda tem espaço para melhorar.

## Seleção Inglesa
Com a seleção da Inglaterra Sub-17, Colwill conquistou a Syrenka Cup em 2019.
Em 10 de novembro de 2021, Colwill fez sua estreia e foi capitão da seleção sub-19 da Inglaterra em uma vitória por 4 a 0 sobre Andorra em uma partida de qualificação para o Campeonato Europeu de Futebol Sub-19 de 2022. Ele marcou seu primeiro gol pelo Sub-19 seis dias depois, durante uma vitória por 2 a 0 contra a Suécia.
Em 27 de agosto de 2021, Colwill recebeu sua primeira convocação para a Inglaterra Sub-21. Em 25 de março de 2022, Colwill fez sua estreia pela seleção em uma vitória por 4 a 1 sobre Andorra em Bournemouth. Em 14 de junho de 2023, Colwill foi incluído na seleção da Inglaterra para o Campeonato Europeu de Futebol Sub-21 de 2023. Como titular em cinco dos seis jogos de seu país, Colwill ajudou a Inglaterra a vencer o torneio sem sofrer um único gol. Colwill elogiou o espírito de "família" do time.
Em junho de 2023, Colwill se juntou à Seleção Inglesa de Futebol pela primeira vez como parte da equipe que viajou para Malta, em uma partida das eliminatórias da UEFA Euro 2024.
Em 31 de agosto de 2023, Colwill foi convocado para a seleção principal da Inglaterra pela primeira vez, para as partidas contra Ucrânia e Escócia. Ele fez sua estreia profissional durante um amistoso contra a Austrália em 13 de outubro. Após ser convocado novamente em novembro de 2023, ele se retirou do elenco devido a uma lesão.
Colwill não foi selecionado para o Campeonato Europeu de Futebol de 2024, mas retornou à equipe para as duas primeiras partidas da Inglaterra na Liga das Nações da UEFA de 2024–25, fazendo sua primeira aparição competitiva pela seleção principal contra a Irlanda em 7 de setembro de 2024.

## Estilo de jogo
Colwill joga principalmente como zagueiro, mas também pode jogar na esquerda como lateral ou ala, e gosta de avançar como um defensor que joga com a bola. Ele foi comparado a John Terry devido ao número da camisa (quando usava a camisa número 26 na temporada 2023-24), status como um graduado da academia do Chelsea e posição.

## Vida pessoal
Colwill nasceu em 26 de fevereiro de 2003 em Southampton, Hampshire. Seu avô paterno é jamaicano, e sua avó paterna é trinitária.
Os tios de Colwill, Barry e Byron Mason, venceram a final do FA Vase de 2014 com o time do Sholing, com Colwill entrando no Estádio de Wembley como mascote. Outro tio, Daniel Mason, também joga pelo Sholing e trabalha no Southampton.

## Títulos
Chelsea
- Liga Conferência da UEFA: 2024–25[48]
- Mundial de Clubes FIFA: 2025[49]

Seleção Inglesa Sub-21
- Campeonato Europeu de Futebol Sub-21: 2023[50]

### Prêmios individuais
- Seleção do Torneio do Campeonato Europeu de Futebol Sub-21 da UEFA: 2023[51]
- Seleção Mundial Masculina Juvenil (Sub-20) da IFFHS: 2023[52]